# Univerzalna množica
Univerzalna množica (ali tudi univerzum pogovora) je množica vseh reči, o katerih je pri danem matematičnem problemu smiselno govoriti. Po navadi jo označimo s črko {\displaystyle {\mathcal {U}}}.
Univerzalna množica določa, katere rešitve danega problema štejemo za smiselne in katere ne.
Zgled: Dana je enačba {\displaystyle (x-5)(x^{2}-2)(x^{2}+1)=0}. 
To enačbo lahko rešujemo v okviru različnih univerzalnih množic:
- V okviru celih števil ({\displaystyle {\mathcal {U}}=\mathbb {Z} }) je rešitev samo število 5.
- V okviru realnih števil ({\displaystyle {\mathcal {U}}=\mathbb {R} }) so rešitve {\displaystyle 5,{\sqrt {2}},-{\sqrt {2}}}.
- V okviru kompleksnihih števil ({\displaystyle {\mathcal {U}}=\mathbb {C} }) so rešitve {\displaystyle 5,{\sqrt {2}},-{\sqrt {2}},i,-i}.